# Hui von Jin
Gong Hui von Jin (chinesisch 晉惠公, Pinyin Jìn Huì Gōng; gestorben 637 v. Chr.) war ein chinesischer Herrscher der Zeit der Frühlings- und Herbstannalen. Er regierte den Staat Jin von 650 bis 636 v. Chr. Sein persönlicher Name war Yiwu (夷吾).
Yiwus Vater war der Gong Xian von Jin. Zu seinen Brüdern gehörten Xiqi, Shengsheng und Chong'er, der spätere Gong Wen von Jin. Nachdem Xian 656 v. Chr. Xiqi zum Thronerben gemacht hatte, floh Yiwu aus Jin. Nach Xians Tod wurde Xiqi jedoch von einem Getreuen des Shengsheng getötet. Weil daraufhin nun ein Thronfolger fehlte, holte man Yiwu nach Jin zurück. Dieser bestieg den Thron 650 v. Chr. als Gong Hui von Jin.
Aus Angst, sein Bruder könnte ihm den Thron rauben, ließ Hui 643 v. Chr. ein Attentat auf Chong'er verüben. Dieses hatte jedoch keinen Erfolg.
Nach Huis Tod (im neunten Monat des chinesischen Jahres) 637 v. Chr. bestieg sein Sohn Kronprinz Yu, der als Geisel bei den Qin gewesen, aber von dort geflohen war, den Thron als Huai von Jin. Bereits im selben Jahr wurde Huai von Jin jedoch durch Chong'er aus dem Weg geräumt, welcher sodann als Wen von Jin regierte.
| Personendaten    | Personendaten          |
| ---------------- | ---------------------- |
| NAME             | Hui von Jin            |
| ALTERNATIVNAMEN  | 晋怀公 (chinesisch)    |
| KURZBESCHREIBUNG | chinesischer Herrscher |
| GEBURTSDATUM     | um 700 v. Chr.         |
| STERBEDATUM      | 637 v. Chr.            |